# Železniční doprava ve Vatikánu
Vatikánská železnice tvoří nejkratší síť železničních tratí na světě. Trať spojující římské nádraží sv. Petra s Vatikánem má celkovou délku 1270,41 m (měřeno od konce výtažné koleje na trastaverském zhlaví do konce ve vatikánském tunelu), z toho je jen cca 270 m na území Vatikánu. Jediná železniční stanice leží z části na italském území. Má tři koleje, z toho jednu kusou, která vychází od tunelu a končí vedle staniční budovy. Koleje mají standardní rozchod 1435 mm a jsou napojeny na italskou železniční síť. Tunel na konci trati (celý na území Vatikánu) je slepý a může sloužit jako depo.

## Historie
Stavební práce začaly 3. dubna 1929 během pontifikátu Pia XI. po podepsání Lateránských smluv. Výstavbu plně financovala Itálie. Zkušební provoz byl zahájen v roce 1932, první lokomotiva vjela do Vatikánu v březnu tohoto roku. Železniční spojení Vatikánu s Itálií však bylo oficiálně odsouhlaseno až 12. září 1934. Slavnostní předání stavby pod správu Vatikánu se konalo 2. října 1934.
Italská část byla 27. září 2013 elektrizována soustavou 3 kVss, trakční vedení končí před vatikánskou bránou.
Pro osobní dopravu byla trať užívaná jen zřídka, zejména při slavnostních a ceremoniálních příležitostech. Sám Pius XI. vlastní kolejovou dopravu nikdy nevyužil, vatikánskou železnici poprvé vyzkoušel až Jan XXIII. Zamýšlená výroba speciálního papežského vlaku pro Pia XI. nebyla nikdy realizována. Větší význam měla železnice pro dopravu zboží, avšak jen do té doby, než byla tato doprava nahrazena levnějšími a pružnějšími automobily.
Od 11. září 2015 byla na popud papeže zavedena ve Vatikánu osobní železniční doprava. Každou sobotu je pro turisty zaveden vlak spojující Vatikán s "druhým Vatikánem" - papežským letním sídlem v Castel Gandolfo. Vlak v roce 2016 odjíždí z Vatikánu v 11.00 h a zpět z Castel Gandolfo v 17.10 h.

## Jasmínový viadukt

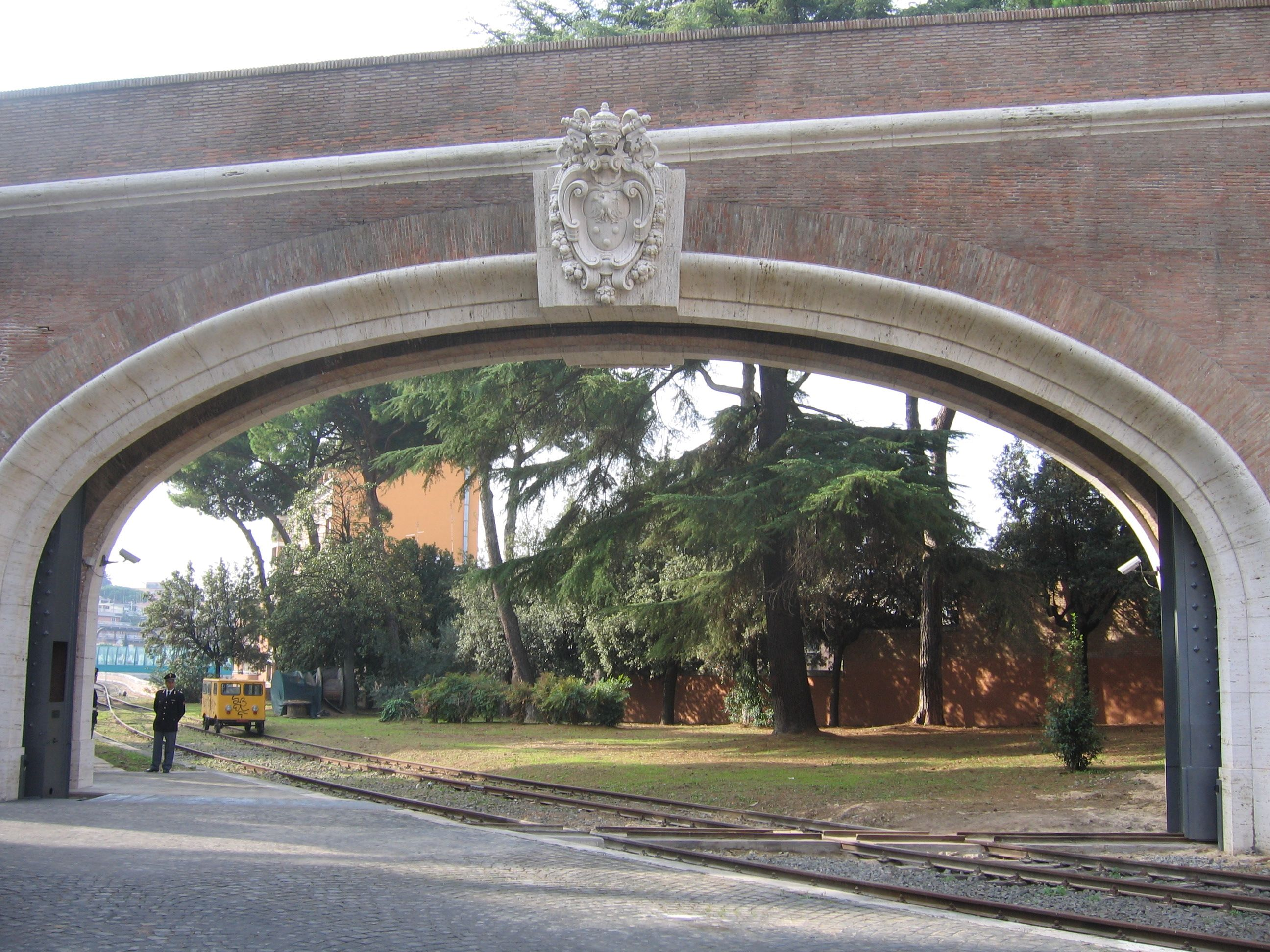
Vjezd do Vatikánu

Údolí mezi římskou stanicí sv. Petra a Vatikánem železnice překonává přes Jasmínový viadukt, zděný z cihel a travertinu. Viadukt má osm oblouků o světlosti 15,3 m, celkovou délku 143,12 m a šířku 9,5 m. Masivní sloupy jsou zdobeny znaky Savojska a fasces lictoriae.
Vstupní brána s obloukovým vjezdem o světlosti 16,7 m je stavěná z cihel a travertinu. Klenáky oblouku jsou z obou stran vjezdu zdobeny velkými znaky Pia XI. Bránu uzavírají dvoudílná posuvná masivní železná vrata.

## Vatikánské nádraží

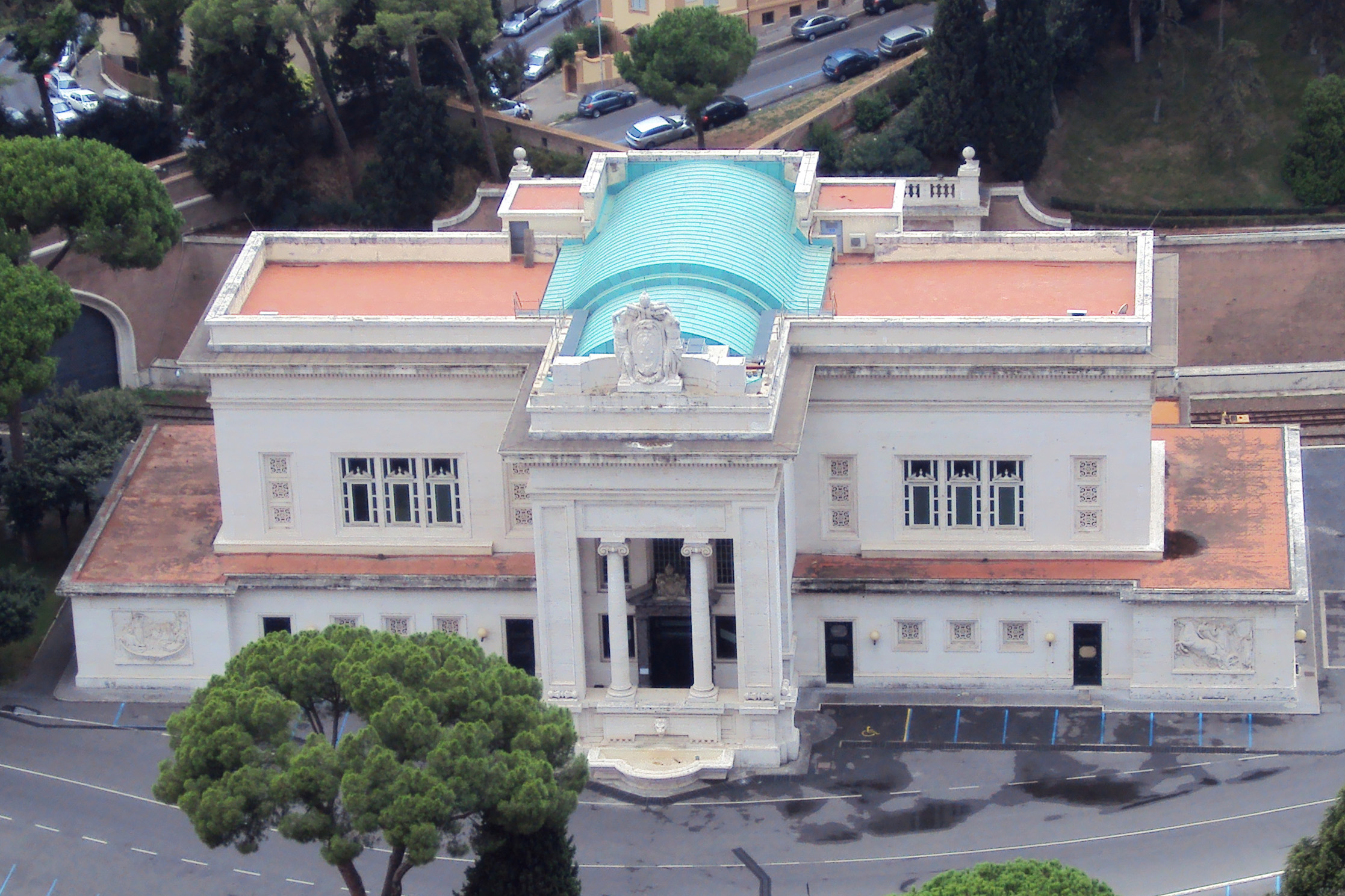
Vatikánské nádraží

Vatikánské nádraží z roku 1933 je umístěno při jižní hradební zdi. Budovu navrhl architekt Giuseppe Momo v eklektickém slohu. Má délku 61 m a šířku 21,5 m, střední část je vysoká 16,85 m a boční křídla dosahují výšky 5,95 m. Protože byla budova postavena zejména pro reprezentativní účely a měla hostit významnější návštěvy, byla vybavena luxusním nábytkem a bohatými dekoracemi.
Vnější zdi jsou obloženy travertinem. Fasáda je prostá, zdobená několika sochařskými díly, jejichž autorem je Eduardo Rubino. Nad vchodem je umístěn znak Pia XI., podpíraný dvěma lidskými postavami. Ty symbolizují Myšlenku a Čin. Boční křídla zdobí na severovýchodní straně dva velké basreliéfy s biblickými motivy cestování – loď sv. Petra a jeho zázračný úlovek na jižním křídle a ohnivý kočár proroka Eliáše na severním křídle. Přední část přístavku nad vchodem zdobí malá fontánka.
Pod reliéfem s Eliášovým ohnivým vozem jsou v travertinovém obkladu zdi zřetelné záseky. Jedná se o pozůstatky bomby, která spadla na Vatikán v roce 1943.

### Video
- Parní vlak vyjíždí z Vatikánu - květen 2011
- Benedikt XVI. cestuje pendolinem z Vatikánu do Assisi
- 2013 - zvláštní vlak do Vatikánu pro železniční fanoušky. Video z fotografií, včetně tunelu.